# Mount Holly
Mount Holly é uma cidade localizada no estado norte-americano de Carolina do Norte, no Condado de Gaston.

## Demografia
Segundo o censo norte-americano de 2000, a sua população era de 9 618 habitantes.
Em 2006, foi estimada uma população de 9 804, um aumento de 186 (1.9%).

## Geografia
De acordo com o United States Census Bureau tem uma área de 20,6 km², dos quais 20,1 km² cobertos por terra e 0,5 km² cobertos por água. Mount Holly localiza-se a aproximadamente 193 m acima do nível do mar.

## Localidades na vizinhança
O diagrama seguinte representa as localidades num raio de 12 km ao redor de Mount Holly.